# 宋凯西
宋凯西（英語：Cathy Song，1955年8月20日—），美国亚裔诗人。

## 生平
宋凯西出生于夏威夷州瓦胡岛，父亲安德鲁·宋（Andrew Song）是一位韩裔飞行员，母亲艾拉·宋（Ella Song）则是一位华裔裁缝。她早年曾就读于夏威夷大学马诺阿分校，后转学至卫斯理学院。1977年获英国文学学士学位。此后进入波士顿大学深造，1981年获艺术硕士学位。1982年，她的第一本诗集《照片新娘》（Picture Bride）就夺得了当年耶鲁青年诗人奖。该诗集于次年由耶鲁大学出版社正式出版，并被提名美国国家书评人协会奖。此后她又陆续出版《无框的窗，方形的光》（Frameless Windows, Squares of Light，1988年）、《学校人影》（School Figures，1994年）、《乐土》（The Land of Bliss，2001年）、《云手》（Cloud Moving Hands，2007年）等多部诗集，曾荣获雪莱纪念奖、夏威夷文学奖（Hawaii Award for Literature）、手推车奖等众多奖项。
宋凯西在波士顿读书期间与当时还是医学院学生的道格拉斯·达文波特（Douglas Davenport）相识结婚。此后跟随担任住院医师的丈夫前往丹佛。1987年，他们与孩子一同回到夏威夷定居，她则在夏威夷大学教授创意写作。